# Herma Bauma
Hermine Bauma, detta Herma (Vienna, 23 gennaio 1915 – Vienna, 9 febbraio 2003), è stata una giavellottista austriaca, medaglia d'oro ai Giochi olimpici del 1948.

## Palmarès
| Anno | Manifestazione | Sede      | Evento                 | Risultato | Misura  | Note            |
| ---- | -------------- | --------- | ---------------------- | --------- | ------- | --------------- |
| 1936 | Olimpiadi      | Berlino   | Lancio del giavellotto | 4ª        | 41,66 m |                 |
| 1948 | Olimpiadi      | Londra    | Lancio del giavellotto | Oro       | 45,57 m | Record olimpico |
| 1950 | Europei        | Bruxelles | Lancio del giavellotto | Argento   | 43,87 m |                 |
| 1952 | Olimpiadi      | Helsinki  | Lancio del giavellotto | 9ª        | 42,54 m |                 |